# Mylène Farmer 2019
Mylène Farmer 2019 — концертная резиденция французской певицы Милен Фармер в комплексе Paris La Défense Arena, расположенном в Нантере, Франция. Первый концерт прошёл 7 июня 2019 года, последний — 22 июня 2019 года. Это вторая концертная резиденция Фармер наряду с серией концертов Avant que l’ombre… à Bercy 2006 года, которые проходили во дворце спорта Берси (ныне — AccorHotels Arena) в Париже.
В закрытом 28-тысячном зале прошли 9 концертов, на них было продано в общей сложности 240 тысяч билетов. По состоянию на июль 2019 года, велись переговоры о возможном продолжении тура в Санкт-Петербурге.
28 октября 2019 года был выпущен концертный альбом Live 2019.

## Коммерческий успех
13 октября 2018 года билеты на первые шесть концертов стали доступны для широкой публики. В связи с высоким спросом, позже были анонсированы ещё два концерта 18 и 19 июня. В феврале 2019 года был анонсирован девятый концерт 22 июня.

## Сет-лист
1. Interstellaires
2. Sans logique
3. Rolling Stone
4. Pourvu qu’elles soient douces
5. Stolen Car (виртуальный дуэт со Стингом)
6. Des larmes
7. California
8. M’effondre
9. L'âme-stram-gram
10. Un jour ou l’autre
11. Ainsi soit je…
12. Innamoramento
13. Sans contrefaçon
14. Histoires de fesses
15. Sentimentale
16. Désenchantée
17. Rêver
18. Je te rends ton amour
19. C’est dans l’air / Fuck Them All
20. L’Horloge

## Концерты
| Дата         | Зрители | Выручка      |
| ------------ | ------- | ------------ |
| 7 июня 2019  | —       | $ 31 500 000 |
| 8 июня 2019  | —       | $ 31 500 000 |
| 11 июня 2019 | —       | $ 31 500 000 |
| 12 июня 2019 | —       | $ 31 500 000 |
| 14 июня 2019 | —       | $ 31 500 000 |
| 15 июня 2019 | —       | $ 31 500 000 |
| 18 июня 2019 | —       | $ 31 500 000 |
| 19 июня 2019 | —       | $ 31 500 000 |
| 22 июня 2019 | —       | $ 31 500 000 |

## Фильм
7 ноября 2019 был организован показ фильма-концерта, снятого в июне того же года — «Mylène Farmer 2019 — Le film». Он вышел в формате Dolby Atmos и был показан публике только один раз. Российские зрители увидели его в кинотеатрах нескольких городов страны одновременно с поклонниками певицы в Бельгии, Швейцарии, Канаде и Франции.
Фильм вышел 6 декабря 2019 года на двойном DVD, Blu-ray, Blu-ray 4K и коллекционном издании с оригинальным кофром в виде уменьшенной копии сценического трона, увенчанного волчьей головой.
25 сентября 2020 года на Amazon Prime Video вышла документальная трилогия о закулисье концертах.
Концерт дважды транслировался в 2020 году на каналах группы M6. Первый раз 14 января 2020 в 21:05 на W9 его посмотрели 989 000 зрителей. Вторая трансляция состоится 31 декабря 2020 года в 21:05 на M6, собравшая в этот раз 1 365 000 зрителей.
По российскому телевидению концерт транслировался Первым каналом в ночь с 11 на 12 сентября 2021 года в 23:30 в честь 60-летия Милен Фармер, а также в ночь с 04 на 05 февраля 2022 года в 00:25.